# The Right Stuff (Bryan Ferry)
The Right Stuff is een nummer van de Britse zanger Bryan Ferry. Het is de eerste single van zijn zevende soloalbum Bête Noire.
De muziek werd geschreven en gespeeld door The Smiths-gitarist Johnny Marr. Het nummer heette in de eerste instantie "Money Changes Everything", was instrumentaal en verscheen op de B-kant van Bigmouth strikes again. Ferry hoorde deze B-kant en benaderde Marr met het idee om er vocalen aan toe te voegen. Marr reageerde meteen enthousiast, aangezien Ferry één van zijn oude helden was. Ferry schreef een tekst en gebruikte daar de muziek van "Money Changes Everything" bij. Hij gaf de naam "The Right Stuff" aan zijn bewerking en bracht het uit op single.
Het nummer leverde Ferry een (bescheiden) hit op in het Verenigd Koninkrijk, Nederland, Italië en Oceanië. In zowel het Verenigd Koninkrijk als in de Nederlandse Top 40 bereikte het de 37e positie.